# ملاتيوس جغنون
ملاتيوس جبرائيل جغنون من مواليد اللاذقية، سوريا، (1943). مهندس مدني ومتخصص في علم الإبيغرافيا أو قراءة وترجمة النقوش الأثرية القديمة باللغات الآرامية واليونانية القديمة.

## حياته المهنية
تخرج من جامعة حلب كلية الهندسة المدنية في 1968. وقد قادَهُ اهتمامُهُ بعلم الإبيغرافيا إلى تَعَلُّم العديد من اللغات القديمة ومنها الآرامية بلهجتها التدمرية واليونانية القديمة من بين لغات أخرى. وهو خبير أيضاً بنقوش المسند العربي الجنوبي في اليمن. تتضمن أعماله الإبيغرافيَّةِ داخل سوريا فك شفرة نقش وجد على تابوت من العصر الروماني من حمص، وقراءة نقوش سريانية قديمة ويونانية من أرضية فسيفسائية لكنيسة في تل التتن في منطقة الغاب بسوريا إلى الغرب من مدينة أفاميا، وأيضاً لنقوش من متحف معرة النعمان وأخرى من الأغورا في تدمر. وهو عضوٌ مُؤَسِّسٌ للجمعية الآثارية (العادِيّات) في مدينة حمص ورئيسها المنتخب الحالي منذ العام 2011.